# Hirschberg - Seiffener Grund
Das Naturschutzgebiet Hirschberg - Seiffener Grund liegt im Erzgebirgskreis in Sachsen westlich von Oberseiffenbach, einem Ortsteil der Gemeinde Kurort Seiffen/Erzgeb. Durch das Gebiet hindurch verläuft die die S 213. Die S 214 und die Staatsgrenze zu Tschechien verlaufen westlich. 

## Bedeutung
Das rund 172,57 ha große Gebiet mit der NSG-Nr. C 9 wurde im Jahr 1961 unter Naturschutz gestellt.